# Blaesoxipha aurifrons
Blaesoxipha aurifrons är en tvåvingeart som först beskrevs av Robineau-desvoidy 1830.  Blaesoxipha aurifrons ingår i släktet Blaesoxipha och familjen köttflugor.
Artens utbredningsområde är Guyana. Inga underarter finns listade i Catalogue of Life.